# Campionati del mondo di ciclismo su pista 2024 - Corsa a punti maschile
La corsa a punti maschile ai Campionati del mondo di ciclismo su pista 2024 si è svolta il 18 ottobre 2024, su un percorso di 160 giri per un totale di 40 km con sprint intermedi ogni 10 giri, di cui l'ultimo con punti doppi. La vittoria andò allo spagnolo Sebastián Mora che concluse il percorso con il tempo di 44'00" alla media di 54,545 km/h.

## Podio
| Pos.    | Atleta         | Nazionalità |
| ------- | -------------- | ----------- |
| Oro     | Sebastián Mora | Spagna      |
| Argento | Niklas Larsen  | Danimarca   |
| Bronzo  | Philip Heijnen | Paesi Bassi |

## Risultati
| Posizione | Atleta                | Nazione       | Punti giri | Punti sprint | Totale |
| --------- | --------------------- | ------------- | ---------- | ------------ | ------ |
| 1         | Sebastián Mora        | Spagna        | 40         | 30           | 70     |
| 2         | Niklas Larsen         | Danimarca     | 60         | 9            | 69     |
| 3         | Philip Heijnen        | Paesi Bassi   | 40         | 25           | 65     |
| 4         | Peter Moore           | Stati Uniti   | 40         | 8            | 48     |
| 5         | Fabio Van den Bossche | Belgio        | 40         | 6            | 46     |
| 6         | Mark Stewart          | Gran Bretagna | 20         | 17           | 37     |
| 7         | Diogo Narciso         | Portogallo    | 20         | 16           | 36     |
| 8         | Roger Kluge           | Germania      | 20         | 15           | 35     |
| 9         | Naoki Kojima          | Giappone      | 20         | 15           | 35     |
| 10        | Tim Wafler            | Austria       | 20         | 14           | 34     |
| 11        | Clement Petit         | Francia       | 20         | 14           | 34     |
| 12        | Vitaliy Hryniv        | Ucraina       | 20         | 5            | 25     |
| 13        | Mathias Guillemette   | Canada        | 20         | 2            | 22     |
| 14        | Adam Křenek           | Rep. Ceca     | 0          | 4            | 4      |
| 15        | Martin Chren          | Slovacchia    | 0          | 1            | 1      |
| 16        | Alisher Zhumakan      | Kazakistan    | 0          | 1            | 0      |
| 17        | Lukas Rüegg           | Svizzera      | 0          | 0            | 0      |
| 18        | Mow Ching Yin         | Hong Kong     | 0          | 0            | 0      |
| 19        | Michele Scartezzini   | Italia        | 0          | 0            | 0      |
| 20        | Bryan Gómez           | Colombia      | –20        | 4            | –16    |
| 21        | Bertold Drijver       | Ungheria      | –20        | 1            | –19    |
| 22        | Alon Yogev            | Israele       | –20        | 0            | –20    |
| 23        | Konrad Waliniak       | Polonia       | –40        | 0            | –40    |